# Мезекенгаген
Мезекенгаген (нім. Mesekenhagen) — громада в Німеччині, розташована в землі Мекленбург-Передня Померанія. Входить до складу району Передня Померанія-Грайфсвальд. Складова частина об'єднання громад Ландгаген.
Площа — 25,52 км2. Населення становить 1070 ос. (станом на 31 грудня 2020).

## Галерея

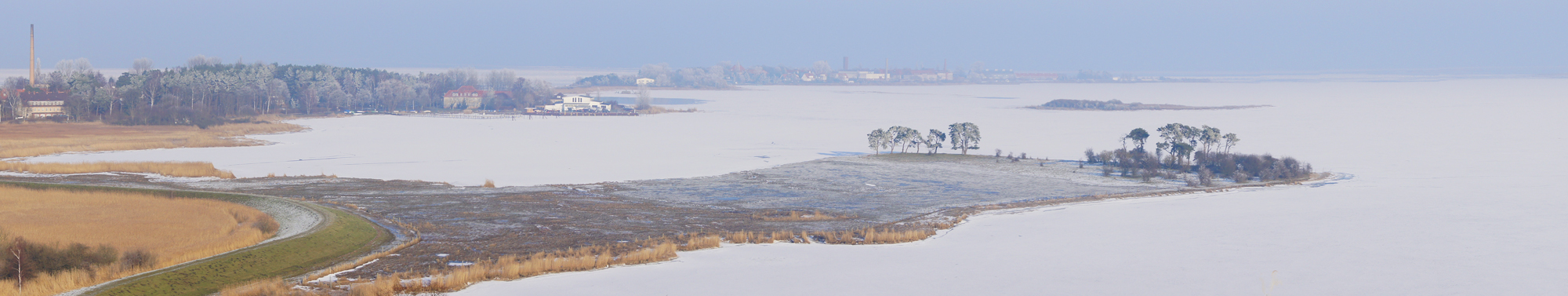
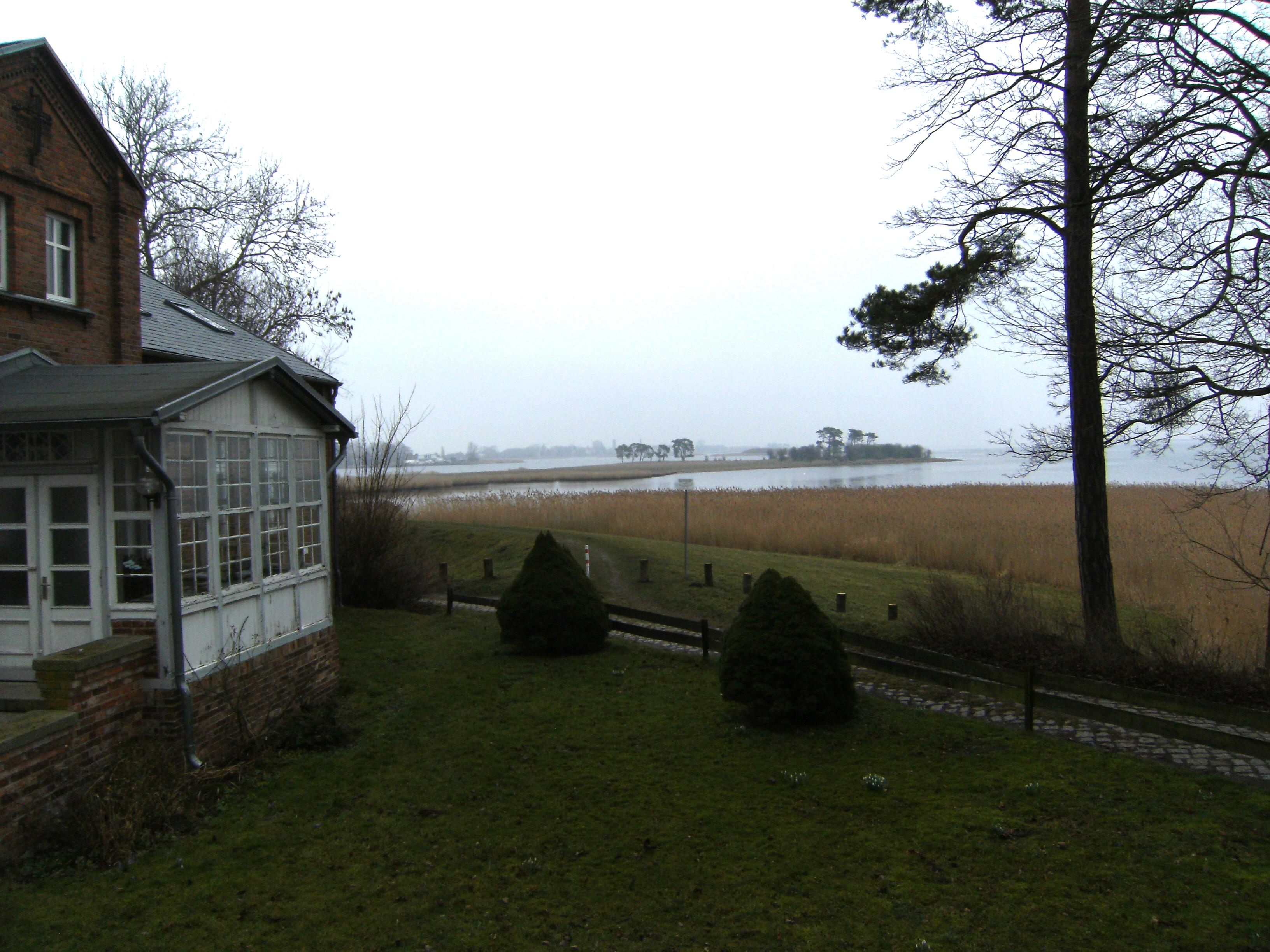
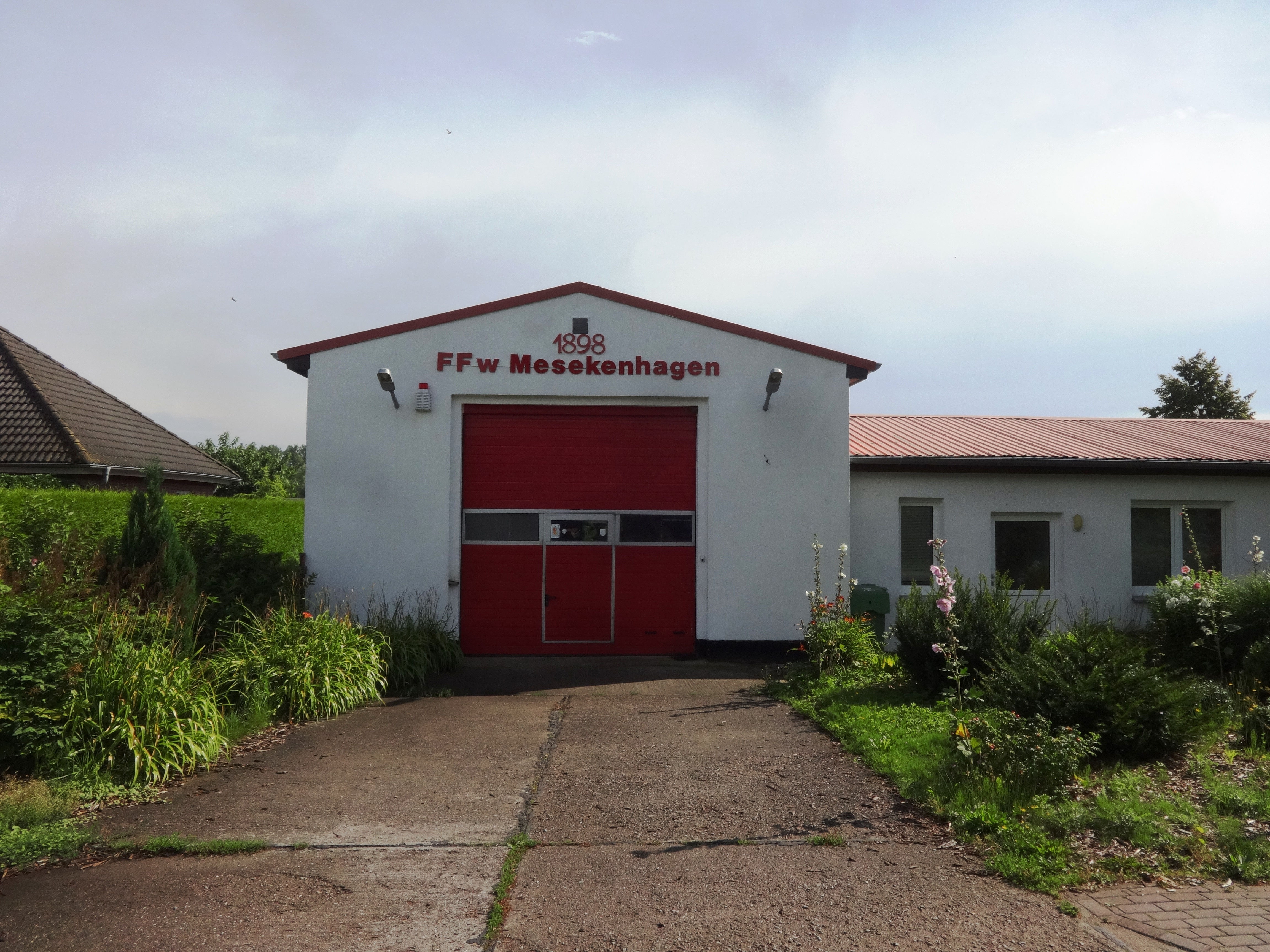
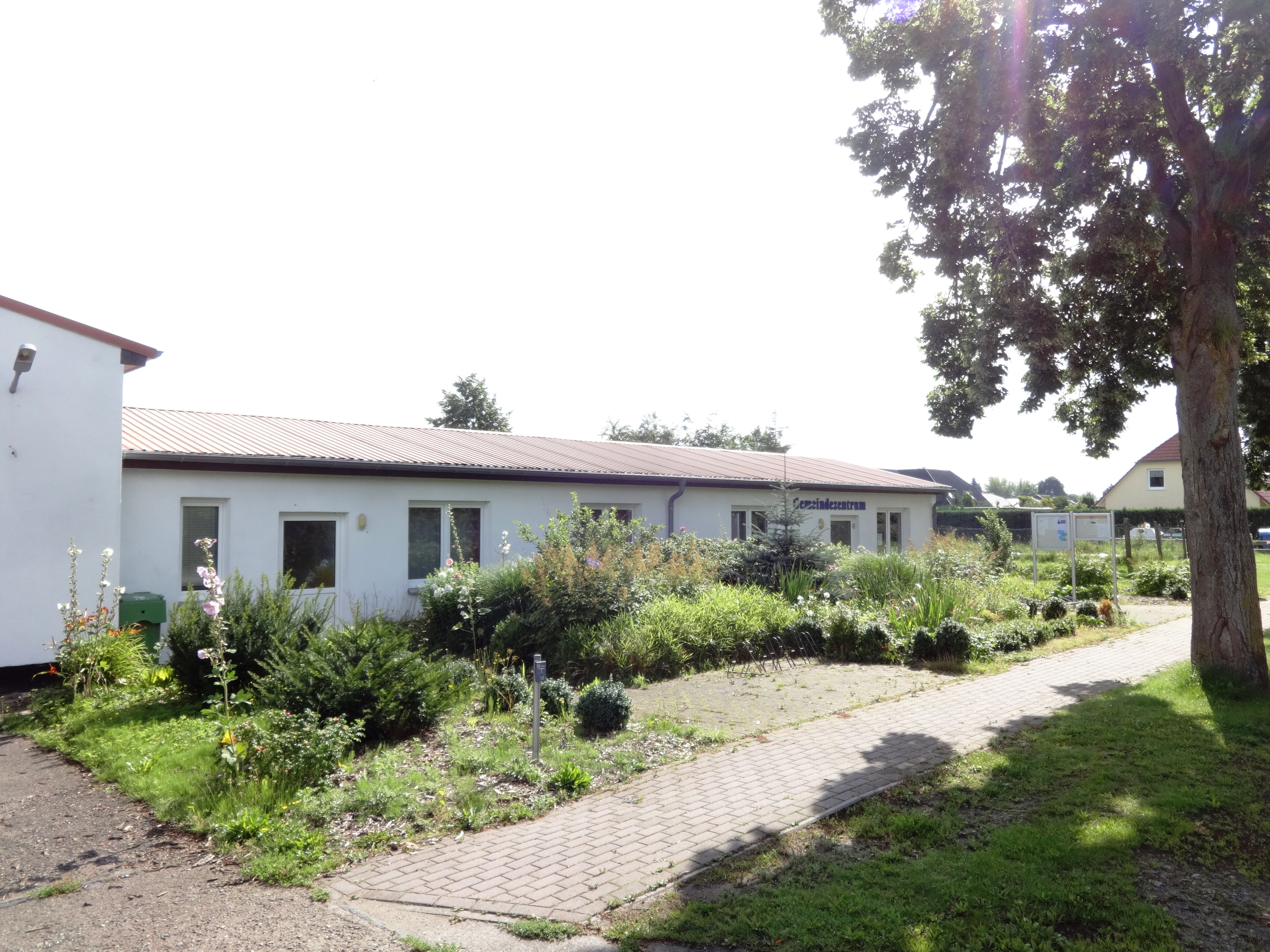